# Dandie Dinmont Terrier
Der Dandie Dinmont Terrier ist eine von der FCI (Nr. 168, Gr. 3, Sek. 2) anerkannte britische Hunderasse.

## Herkunft und Geschichtliches
Der Dandie Dinmont stammt aus Schottland. Seine Herkunft ist ungewiss. 1814 beschrieb der Schriftsteller Sir Walter Scott im Roman Guy Mannering einen Mann, der solche Hunde hielt. In Folge wurde dieser Name für diese Rasse immer populärer. Die Rasse entstand ab 1870, wie der Bedlington Terrier, aus rauhaarigen schottischen Terriern. Im 19. Jahrhundert kam er nach Deutschland, blieb aber in Kontinental-Europa selten.

## Aussehen
Der Dandie Dinmont Terrier ist ein bis 25 cm großer und 10 kg schwerer Hund mit pfeffer- oder senffarbenem Fell. Die Farben werden als pepper bzw. mustard bezeichnet.

## Verwendung
Der wurde für die Otter, Dachs und Kaninchenjagd gezüchtet. Er gilt als mutiger und arbeitsfreudiger Terrier. Heute wird er als Begleithund geschätzt.